# Кріс Пенн
Кріс Пенн (англ. Chris Penn; 10 жовтня 1965 — 24 січня 2006) — американський актор.

## Біографія
Крістофер Шеннон Пенн народився 10 жовтня 1965 року в Лос-Анджелесі. Батько режисер Лео Пенн, мати акторка Ейлін Раян. Старші брати Шон Пенн і Майкл Пенн. Бабуся і дідусь були литовськими євреями, які емігрували в США, а по материнській лінії були італійці, іспанці та ірландці. У 12 років Кріс почав вивчати акторську майстерність в Loft Studio, в Лос-Анджелесі. Також володів чорним поясом з карате.
Дебютував на великому екрані у фільмі «Чарлі і говіркий стерв'ятник» (1979). У 1983 році Френсіс Форд Коппола запросив Кріса зніматися у фільмі «Бійцівська рибка». Найбільш відомі стрічки з його участю: «Кращі з кращих» (1989), «Скажені пси» (1992) Квентіна Тарантіно, «Справжнє кохання» (1993) Тоні Скотта.
24 січня 2006 року, через день після його появи на кінофестивалі «Санденс», Кріса Пенна знайшли мертвим у себе вдома в Санта-Моніці. Розтин показав смерть від кардіоміопатії.

## Фільмографія

### Актор
| Рік  |    | Українська назва                 | Оригінальна назва               | Роль                         |
| ---- | -- | -------------------------------- | ------------------------------- | ---------------------------- |
| 1979 | ф  |                                  | Charlie and the Talking Buzzard | Піт                          |
| 1982 | с  |                                  | Magnum, P.I.                    | поранений солдат у В'єтнамі  |
| 1983 | ф  | Тільки вірні ходи                | All the Right Moves             | Браян                        |
| 1983 | ф  | Бійцівська рибка                 | Rumble Fish                     | Б.Дж. Джексон                |
| 1984 | ф  | Вільні                           | Footloose                       | Віллард                      |
| 1984 | ф  |                                  | The Wild Life                   | Том Дрейк                    |
| 1985 | ф  | Ім'я йому Смерть                 | Pale Rider                      | Джош Лахуд                   |
| 1986 | ф  | На близькій відстані             | At Close Range                  | Томмі                        |
| 1987 | ф  | Зроблено в США                   | Made in U.S.A.                  | Так                          |
| 1989 | ф  | Повернення з річки Квай          | Return from the River Kwai      | Лейтенант Кроуфорд           |
| 1989 | ф  | Найкращі з найкращих             | Best of the Best                | Тревіс Бріклі                |
| 1991 | ф  | Мафіозі                          | Mobsters                        | Томмі Рейна                  |
| 1991 | ф  | Шкіряні куртки                   | Leather Jackets                 | Великий Стів                 |
| 1992 | ф  | Скажені пси                      | Reservoir Dogs                  | «Славний хлопець» Едді Кебот |
| 1993 | ф  | Найкращі з найкращих 2           | Best of the Best 2              | Тревіс Бріклі                |
| 1993 | ф  | Короткі історії                  | Short Cuts                      | Джеррі Кайзер                |
| 1993 | ф  | Справжнє кохання                 | True Romance                    | Нікі Даймс                   |
| 1993 | ф  | Бетховен 2                       | Beethoven's 2nd                 | Флойд                        |
| 1995 | с  | Чиказька надія                   | Chicago Hope                    | Кевін Фіцпатрік              |
| 1995 | ф  | Кулак Північної зорі             | Fist of the North Star          | Шакал                        |
| 1996 | ф  | Скеля Малголланд                 | Mulholland Falls                | Артур Релай                  |
| 1996 | ф  | Похорон                          | The Funeral                     | Чез                          |
| 1997 | ф  | Детектор брехні                  | Deceiver                        | Детектив Філіп Брекстон      |
| 1998 | ф  | Паперовий слід                   | Papertrail                      | агент ФБР Джейсон Енола      |
| 1998 | ф  | Година пік                       | Rush Hour                       | Клайв                        |
| 1999 | ф  | Флорентійський                   | The Florentine                  | Боббі                        |
| 2000 | ф  | Цемент                           | Cement                          | Білл Холт                    |
| 2001 | ф  | Поцілунок навиліт                | Kiss Kiss Bang Bang             | Бубба                        |
| 2001 | ф  |                                  | Corky Romano                    | Пітер Романо                 |
| 2003 | с  | C.S.I.: Місце злочину Маямі      | CSI: Miami                      | Піт Вілтон                   |
| 2003 | с  | Вілл і Грейс                     | Will & Grace                    | Руді                         |
| 2004 | вг | Grand Theft Auto: San Andreas    | Grand Theft Auto: San Andreas   | офіцер Едді Пуласкі          |
| 2004 | ф  | Старскі та Гатч                  | Starsky & Hutch                 | Манетті                      |
| 2005 | с  | Закон і порядок: Злочинні наміри | Law & Order: Criminal Intent    | Томмі Онерато                |
| 2005 | с  |                                  | Everwood                        | Френк Салліван               |
| 2005 | с  | Антураж                          | Entourage                       | у ролі самого себе           |
| 2006 | ф  |                                  | Holly                           | Фредді                       |
| 2007 | ф  |                                  | King of Sorrow                  | Детектив Енола               |

### Режисер, сценарист, продюсер
| Рік  |   | Українська назва | Оригінальна назва      | Роль                         |
| ---- | - | ---------------- | ---------------------- | ---------------------------- |
| 1983 | ф |                  | Nobody's Heroes        | режисер, сценарист, продюсер |
| 2006 | ф |                  | Juarez: Stages of Fear | виконавчий продюсер          |